# Jean Hector de Faÿ de La Tour-Maubourg
Pour les articles homonymes, voir Fay, La Tour-Maubourg, Latour, De La Tour et Maubourg.
Jean Hector de Faÿ, marquis de La Tour-Maubourg, né le 13 mars 1678 et mort le 16 mai 1764, est un militaire et industriel français, maréchal de France en 1757. 
Il n'est pas né au château de Maubourg, comme le mentionnent la plupart des ouvrages qui lui sont consacrés, mais au château de La Garde, et baptisé en l'église de Saint-Thomas-la-Garde, près de Montbrison (Loire), le 14 mars 1678.

## Biographie

### Carrière militaire
À 22 ans Jean-Hector intègre une des deux compagnies de mousquetaires.
Il participe aux campagnes de la guerre de Succession d'Espagne. Il participe à la soumission de Majorque. Inspecteur général de l'infanterie en 1718 puis lieutenant général en 1738. Il est employé à l'armée des Flandres sous les ordres du maréchal de Noailles, puis à l'armée du Rhin sous les ordres du prince de Conti. Il se distingue aux batailles de Ramillies, de Rocourt où il est blessé. Il garde la personne du Roi à la bataille de Lauffeld. Il commande en 1747 la Flandres hollandaise. Chevalier des Ordres du Roi en 1748, il est gouverneur de Saint-Malo jusqu'en 1754. Il est élevé à la dignité de maréchal de France en 1757.
Les états de services militaire de Jean Hector de Fay font l'objet d'un mémoire conservé aux archives des Armées à Vincennes :
- 1700 : 1re compagnie des mousquetaires.
- 1701 : sous-lieutenant au régiment du Roy Infanterie.
- 1702 : capitaine au régiment de Montperroux Cavalerie.
- 1703 : colonel du régiment de Maubourg ; campagne d'Alsace.
- 1707. colonel du régiment de Ponthieux ; campagne du Piémont.
- 1708 : franchissement du Galibier et délivrance de Briançon.
- 1710-1713 : campagne de Savoie.
- 1714 : campagne de Catalogne.
- 1715 : prise de l'île de Majorque.
- 1718 : Inspecteur général d'Infanterie.
- 1719 : Brigadier d'infanterie (général de brigade).
- 1727-1732 : camp de paix sur la Sambre.
- 1734 : Maréchal de Camps et Armées.
- 1738 : Lieutenant général des Armées (général de division).
- 1742 : Flandres-Bavière-Palatinat.
- 1744 : armée de Flandres.
- 1745 : quartiers d'hiver en Souabe.
- 1746 : bataille de Rocourt.
- 1747 : bataille de Lauffeld.
- 1748 : Maastricht.
- 1754 : Gouverneur de Saint-Malo.
- 1757 : Maréchal de France.

### Industriel
Par héritage de sa mère, Éléonore du Palatin de Dio-Montpeyrous, il est seigneur de Clessy et d'une partie de la ville de Gueugnon (Saône-et-Loire). Les lieux étant propices par la présence de forêts (combustible) et d'une rivière, il y fonde en 1721 les Forges de Villefay (nommées d'après son patronyme). Les travaux d'installation, commencés en 1719 se prolongent jusqu'en 1740.
Les forges occupent différents corps de métiers aussi bien à l'intérieur qu'à l'extérieur. L'usine comprend deux hauts fourneaux et trois feux de forges et produit environ 1 000 tonnes par an. 
À la mort du maréchal de la Tour-Maubourg, les forges passent dans la famille du comte de Barbançon. Elles sont revendues à un conseiller de Louis XVI puis à Pierre-Joseph Campionnet en 1845. Les Forges de Gueugnon ont fait la renommée de la ville et sont toujours en activité.

### Trois mariages
Il épousa, le 14 juillet 1709 à Paris, Marie-Anne-Thérèse de La Vieuville. Elle mourut au château de La Garde le 19 septembre 1714.

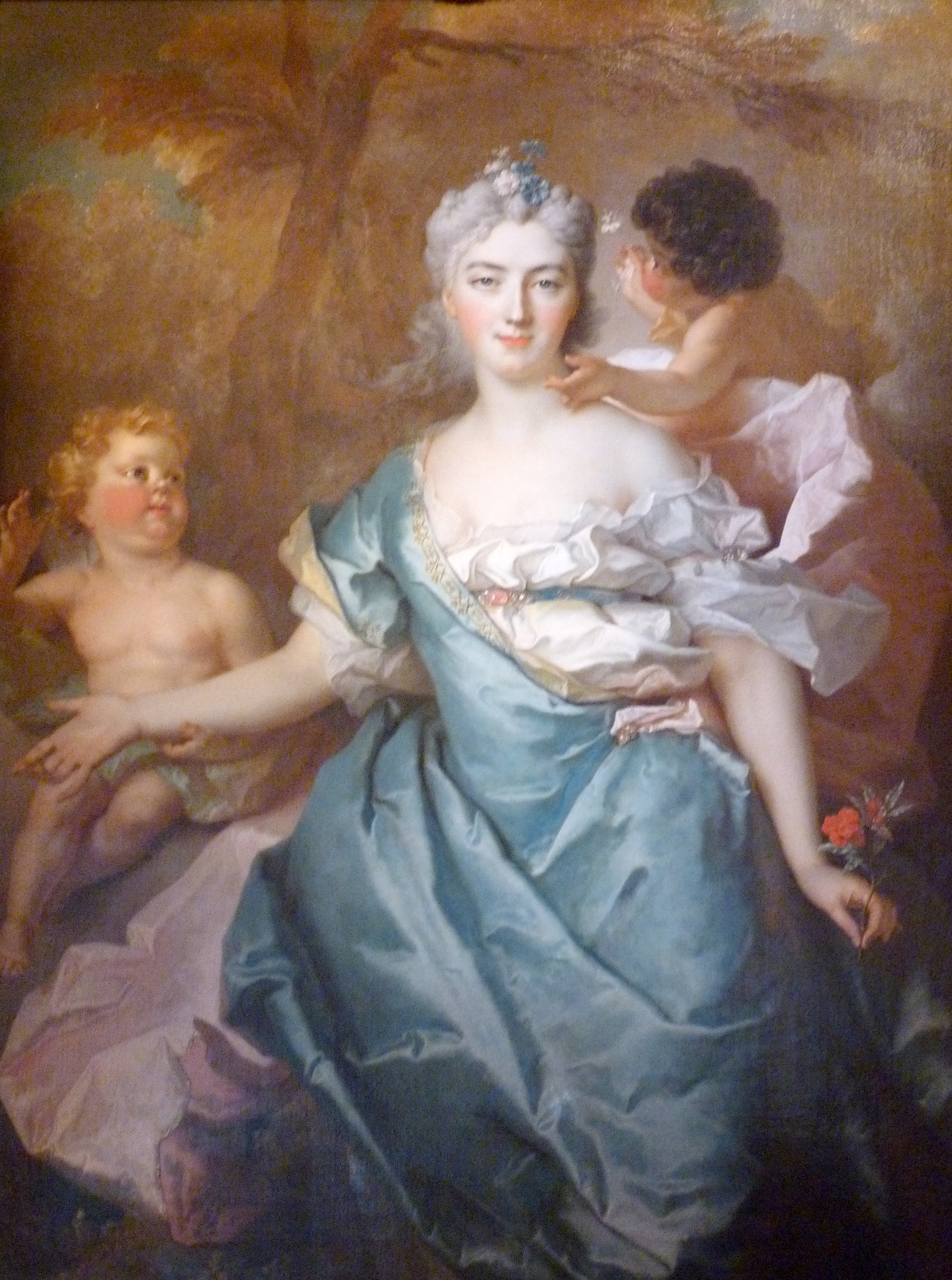
La marquise de la Tour Maubourg et ses deux filles, Nicolas de Largillierre (1656–1746), XVIIIe siècle, huile sur toile, Collection Georges de Lastic.

Il se remaria en janvier 1716 avec Marie-Suzanne Bazin de Bezons, fille de Jacques Bazin de Bezons, maréchal de France, qui était, dit-on, belle et bien faite, et qui lui apporta une dot de 100 000 livres. De ce mariage, il eut deux filles :
- Marie-Marguerite-Eléonore, mariée avec un lointain parent, Charles-Louis-César de Fay, marquis de Gerlande, qui fut chargé de reprendre le nom de Maubourg ;
- Antoinette-Eléonore, mariée avec Louis-Antoine Duprat de Barbançon (issu des Du Prat).

Marie-Suzanne Bazin de Bezons mourut le 20 juin 1726 à Paris.
Jean-Hector de Fay épousa en troisièmes noces Agnès-Madelaine Trudaine, fille de Charles, en 1731. Leur fille, Louise-Madeleine de Fay, se maria le 28 décembre 1752 à Montigny-Lencoup avec Charles-François-Christian de Montmorency-Luxembourg prince de Tingry, fils de Christian Louis de Montmorency-Luxembourg, Maréchal de France. Elle n'eut pas de descendance.

### Décès
Tous les ouvrages concernant le maréchal de Maubourg citent son décès à Paris. Or, cette affirmation est fausse : il décéda en son château de Gueugnon[réf. nécessaire].
Dans le registre paroissial de Gueugnon, on peut lire :
« Le 17e jour du mois de mai de l'année 1764 a été inhumé dans la chapelle du côté de l'épître, à l'âge d'environ 82 ans, ayant reçu pendant le cours de la maladie les sacrements de pénitence et d'extrême onction, très haut et très puissant seigneur messire Jean Hector de Fay La Tour Maubourg, chevalier commandeur des ordres du roy, maréchal de France, gouverneur de St-Malo, seigneur des terres de Maubourg, Clessy, Chassy, Essanlés et autres lieux, décédé le jour d'hier, en présence de soussignés avec moy messieurs les curés du voisinage et presque toute la paroisse ont assisté à la cérémonie, de Sr Pierre Leroux greffier de la connétablie secrétaire dudict seigneur, de Sr Etienne François Chappuis avocat en parlement demeurant à Chracolles juge des terres dudit sgr,
qui se sont soussigné avec moy, Renardet curé sgr de Gueugnon. »
Il fut inhumé le lendemain en l'église paroissiale du lieu (église romane dont il ne reste rien : elle fut rasée au XIXe siècle).

## Armoiries
| Figure | Nom du prince et blasonnement                                                                                 |
|        | De gueules, à la bande d'or, chargée d'une fouine (fayne en patois) d'azur., Devise : Par toute voie chemine. |